# Marcel Adams
Marcel Adams (n. Abramovici; n. 2 august 1920, Piatra-Neamț, Neamț, România – d. 11 august 2020, Montréal, provincia Québec, Canada) a fost un om de afaceri și miliardar româno-canadian de origine evreiască. 

## Biografie
Marcel (Meir) Abramovici (ulterior Adams), s-a născut în Piatra Neamț în 1920. Tatăl său era tăbăcar. În Al Doilea Război Mondial a fost internat în lagărele de muncă naziste. După ce a reușit să evadeze, s-a stabilit mai întâi în Turcia, apoi în Palestina. A luptat în conflictul arabo-evreiesc din 1948, din care a rezultat nașterea statului Israel. În 1951 s-a stabilit în Canada, unde s-a angajat la o tăbăcărie din Quebec. În 1953 s-a căsătorit cu Annie Adams. În 1955 a început să investească în piața imobiliară, unde a devenit un afacerist de succes. În 1958 a fondat Iberville Developements, iar, în 1959, și-a deschis primul mall. După ce s-a retras din afaceri, a fost succedat la conducerea companiei de fiul său mai mic, Sylvan Adams.
Adams a murit în 2020, la vârsta de 100 de ani.